# Puente de Atatürk
El puente de Atatürk (en turco: Atatürk Köprüsü), también conocido como el puente de Unkapanı (Unkapanı Köprüsü), es un puente sobre el Cuerno de Oro en Estambul, Turquía. Lleva el nombre de Mustafa Kemal Atatürk, el fundador y primer presidente de la República de Turquía.
Originalmente fue terminado en 1836, recibiendo el nombre de puente de Hayratiye y conectaba los barrios de Unkapanı y Azapkapı. La construcción del puente de Hayratiye fue ordenada por el sultán otomano Mahmud II y supervisada por Ahmed Fevzi Pasha, vicealmirante de la flota otomana, en el Arsenal Naval Imperial (Tersâne-i Âmire) en el Cuerno de Oro. A la inauguración asistió personalmente el sultán Mahmud II en 1836, que cruzó el puente a caballo. El puente original tenía unos 400 metros de largo y 10 metros de ancho y fue construido como un puente basculante para acomodar el paso de grandes barcos.
En 1875 fue sustituido por un segundo puente, de hierro, construido por una empresa francesa al precio de 135 000 liras de oro otomanas. Tenía 480 metros de largo y 18 metros de ancho y permaneció en servicio entre 1875 y 1912, cuando fue demolido al llegar al final de su vida útil.
En 1912, el cercano tercer puente de Gálata fue desarmado y rearmado en la ubicación del demolido puente de Hayratiye, convirtiéndose en el tercer puente en este sitio. Fue utilizado hasta 1936, cuando fue dañado por una tormenta.
El actual (cuarto) puente en este lugar fue construido entre 1936 y 1940 y entró en servicio en 1940 con el nombre de puente de Atatürk. Tiene 477 metros de largo y 25 metros de ancho. 